# The Dark Spire
The Dark Spire (幻霧ノ塔ト剣ノ掟, Genmu no Tō to Tsurugi no Okite) est un jeu vidéo de type dungeon crawler développé par Success et sorti en 2008 sur Nintendo DS.

## Accueil
- IGN : 8/10[1]